# تبغ اليابان
تبغ اليابان المساهمة (باليابانية: 日本たばこ産業株式会社) (نقحرة: نيهون تاباكو سانغيو كابوشكي-غايشا) (وتعرف اختصاراً بـJT) هي شركة لصناعة السجائر تأسست في العام 1985، ويقع مقرها الرئيسي في ميناتو، طوكيو، اليابان. ويقع المقر الرئيسي لفرع الشركة الدولي في جنيف، سويسرا.

## التاريخ
شركة تبغ اليابان هي كيان أممي احتكاري للتبغ، وأنشأتها حكومة اليابان في عام 1898 لتأمين تحصيل الإيرادات الضريبية من مبيعات أوراق التبغ. في عام 1904 امتد احتكار الحكومة للتبغ إلى الاستيلاء الكامل على جميع عمليات تجارة التبغ في البلاد، بما في ذلك جميع منتجات التبغ المصنعة مثل السجائر. كان السبب الظاهري لتوسيع نطاق السيطرة هو المساعدة في تمويل الحرب الروسية اليابانية بين عامي 1904 و 1905، ولكن نظرًا لأن جميع مصالح التبغ الأجنبية في اليابان في ذلك الوقت تم إنهائها قسرًا بموجب مخطط الاحتكار، فقد أدى ذلك أيضًا إلى حماية تجارة التبغ المحلية لأكثر من ثمانين سنة.
كانت الشركة تعمل داخل الحكومة اليابانية كتابع لوزارة المالية اليابانية حتى عام 1949 عندما تم إنشاء شركة "Japan Tobacco and Salt Public Corporation" لفرض القيود على سياسات علاقات العمل في ظل احتلال الولايات المتحدة والقوات المتحالفة معها لليابان. ظلت شركة Japan Tobacco and Salt Public Corporation احتكارًا كاملًا للدولة تحت سلطة وزارة المالية اليابانية المباشرة حتى عام 1985، عندما تم تأسيس شركة تبغ اليابان المساهمة "Japan Tobacco, Inc" كشركة مساهمة عامة. مع المبيعات المتزايدة للملكية العامة التي بدأت في أكتوبر 1994، أصبحت شركة تبغ اليابان تمتلك ثلثيها مملوكة لوزارة المالية اليابانية في يونيو 2003، واستمرت الوزارة في امتلاك 50٪ حتى مارس 2013. في مايو 2012 تم الإعلان عن أن الحكومة ستبيع سدس أسهم الشركة القائمة لجمع 500 مليار ين ياباني لتمويل إعادة الإعمار من زلزال وتسونامي 2011 . في عام 2013 كشفت الحكومة اليابانية عن تفاصيل خططها لتقليل حصتها في شركة تبغ اليابان بمقدار 10 مليارات دولار، مع تخصيص العائدات لإعادة الإعمار في شمال شرق اليابان. باعت وزارة المالية الأسهم في مارس 2013، باعت حوالي 333 مليون سهم من أصل مليار سهم كانت تمتلكها في ذلك الوقت. لا تزال الحكومة مطالبة بموجب القانون بامتلاك ما لا يقل عن ثلث أسهم الشركة.
تبغ اليابان الدولية (بالإنجليزية: Japan Tobacco International)‏، تم الاستحواذ عليها عام 1999 من شركة "R. J. Reynolds"، وتعد فرعاً في شركة تبغ اليابان، تتولى الإنتاج الدولي والتسويق والمبيعات لعلامات السجائر التابعة للمجموعة. تبيع ماركات Camel و Salem وWinston خارج الولايات المتحدة.